# Prasinocyma rugistrigula
Prasinocyma rugistrigula är en fjärilsart som beskrevs av Louis Beethoven Prout 1912. Prasinocyma rugistrigula ingår i släktet Prasinocyma och familjen mätare. Inga underarter finns listade i Catalogue of Life.